# Federació Catalana de Ball Esportiu
La Federació Catalana de Ball Esportiu és l'organisme rector encarregat d'ordenar, regular, impulsar i dirigir l'activitat esportiva del ball esportiu a Catalunya. Forma part de la Unió de Federacions Esportives de Catalunya.

## Història
A Catalunya hi ha referències de la pràctica del ball esportiu que es remunten als anys trenta, durant els temps de la República. El 23 de maig de 1935, en concret, va tenir lloc el primer Campionat Oficial de Catalunya i Primer Gran Premi de la Generalitat, en el Gran Price de Barcelona. Des de llavors, i amb un llarg parèntesi que es trencà en la dècada dels vuitanta amb la seva reintroducció, el ball de saló va anar evolucionant fins a convertir-se en el que avui es coneix com a ball esportiu, l'ensenyança, la pràctica i l'entrenament del qual està subjecte a normes i rutines, com en qualsevol altra activitat esportiva. La federació es va crear el 2007 quan la Unió de Clubs de Ball Esportiu de Catalunya que agrupava setze clubs des de 2002 es transformà en federació, sent la pionera dintre de l'Estat espanyol. El seu antecedent és l'Asociación Española de Baile Deportivo y Competición (AEBDC) que es va crear a Barcelona el 1990 i va organitzar les primeres competicions d'àmbit estatal. S'encarrega d'organitzar i dirigir les activitats relacionades amb aquest esport, en les seves set disciplines denominades: Estàndards, Llatinoamericans, Line Dance& Country Western Dance, Street &Pop Dance, Performing Arts, Hip Hop, Cheerleading. Aquestes disciplines agrupen diferents especialitats de ball, que poden ser practicades individualment en parella o en grup i mereix especial atenció el Wheelchair (esports en cadira de rodes) que participa en el Circuit de Wheelchair, i l'Open Down destinat als practicants amb la Síndrome de Down. Té una forta projecció internacional, l'any 2008 va ser acceptada com a membre de ple dret per la Country Western Dance Council, motiu pel qual la selecció catalana de Country participa en el Campionat del Món. A més d'organitzar anualment la Lliga catalana i el Campionat de Catalunya de les diverses modalitats d'aquest esport, també s'ha encarregat de l'organització de diversos Campionats d'Espanya i, els anys 2005 i 2008, del Campionat del Món de Sènior Latin. En l'actualitat és l'única federació esportiva de ball reconeguda arreu de l'Estat.

## President

### Sebastià Sendrós Tolsau (2007-)
Nascut a Barcelona l'any 1957, es va convertir en el primer president de la Federació Catalana de Ball Esportiu quan aquesta es va constituir oficialment l'any 2007. Des del 1995 és membre de l'Asociación Española de Baile Deportivo y Competición, fi en la qual ingressà com a competidor en les modalitats de balls estàndards i llatins. L'any 1998 s'integrà en la seva junta directiva, de la qual fou president Carles Freitag, actual president de la International Dance Sport Federation (IDSF). Va ser una persona clau en el reconeixement de la modalitat esportiva del ball per part del Consejo Superior de Deportes (CSD). L'any 2008 va liderar el reconeixement de la FCBE com a membre de ple dret de la United Country Western Dance Council (UCWDC), i en el decurs del lliurament del Premi Companys 2008 va rebre, per part de la Plataforma Pro Seleccions Catalanes, la insígnia d'or per la seva tasca per a l'oficialitat internacional de les seleccions catalanes.